# Tiago Splitter
Tiago Splitter Beims (Blumenau, Santa Catarina, 1 de enero de 1985) es un exjugador y entrenador  de baloncesto brasileño que disputó siete temporadas en la NBA y once en la Liga ACB de España. Con 2,11 metros de altura, jugaba en la posición de pívot. Actualmente ejerce como entrenador asistente de los Portland Trail Blazers de la NBA.
Fue en tres ocasiones elegido en el Mejor Quinteto de la Euroliga con el Saski Baskonia antes de dar el salto a Estados Unidos, y allí se convirtió en el primer jugador nacido en Brasil en ganar un campeonato de NBA, durante las finales de 2014 como miembro de los San Antonio Spurs. 

## Trayectoria deportiva

### Jugador

#### ACB
Debutó en la ACB el 29 de enero del 2000 fichado por el Saski Baskonia SAD cuando sólo tenía 15 años. Posteriormente jugó cedido en el Araba Gorago en la temporada 2000-01 y en el Club Basket Bilbao Berri entre 2001 y 2003. 
En la temporada 2003-04 vuelve al antiguo Tau Cerámica pudiendo jugar solo competición europea, ya que el club excedía el número de extranjeros permitidos en la Liga ACB. En la temporada siguiente consigue poder jugar la liga al obtener la nacionalidad española.
En junio de 2007 fue elegido en el Draft de la NBA por San Antonio Spurs, pero continúa jugando en el TAU Cerámica hasta julio de 2010 que ficha por el equipo NBA y se incorpora a sus filas. Deja el TAU después de 10 temporadas habiendo ganado dos ligas y tres copas del rey, y habiendo sido elegedio MVP de la ACB.

#### NBA

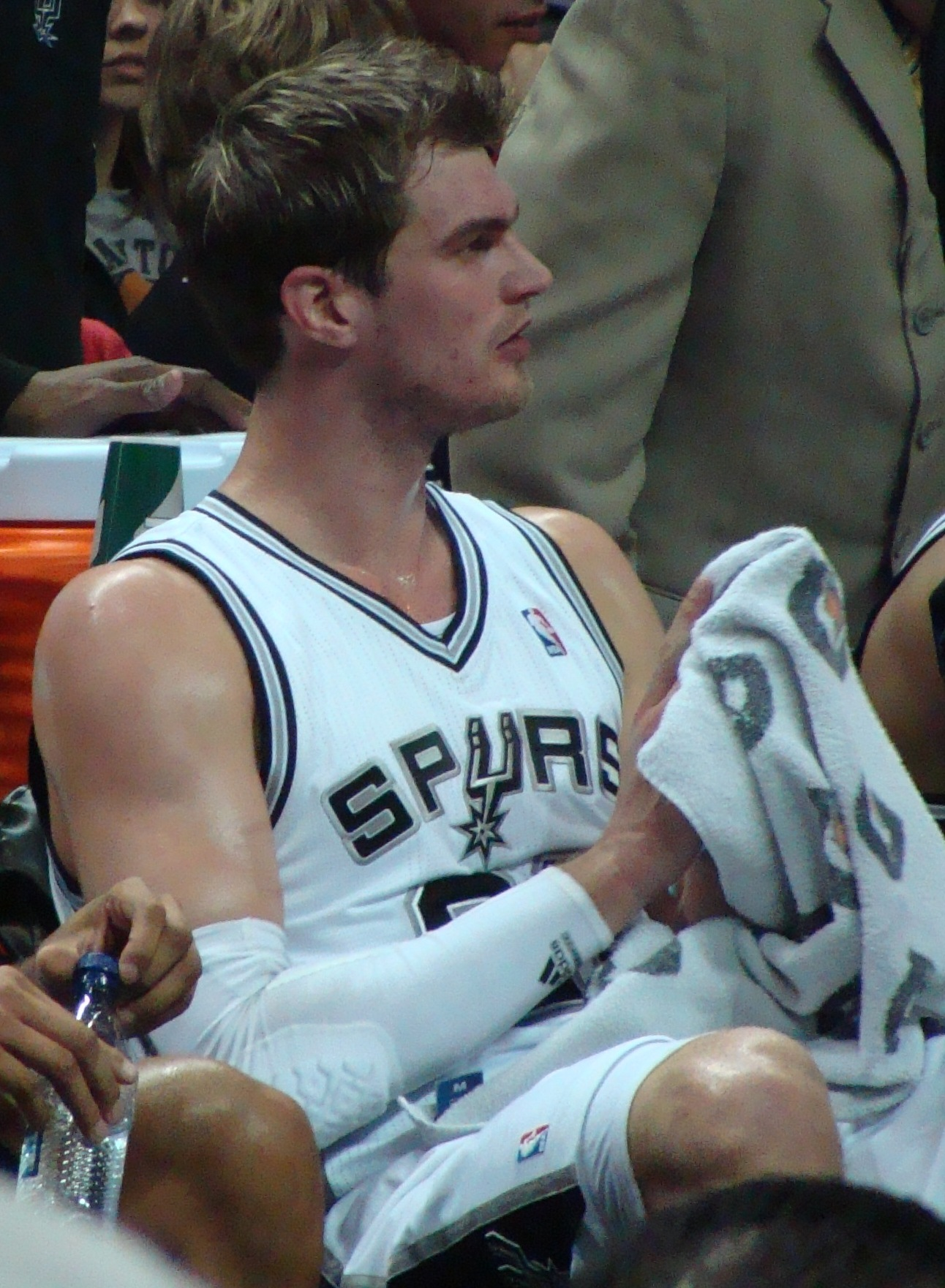
Splitter en 2012.

Debuta en la NBA el 25 de octubre de 2010 ante Los Angeles Clippers anotando 2 puntos. Esa temporada disputó 60 encuentros, 6 de ellos como titular.
Al no comenzar la temporada NBA debido al cierra patronal, el 16 de noviembre de 2011 firmó un contrato con el Valencia Basket Club ligado a la duración del lockout de la NBA. Al término del mismo volvió a la disciplina de los San Antonio Spurs, disputando su último partido con el Valencia Basket Club el 6 de diciembre de 2011. Esa temporada disputó 59 encuentros (de 66 posibles), 2 de ellos como titular.
Su tercera temporada en los Spurs fue la mejor a nivel de rendimiento individual, ya que promedió 10,3 putnos y 6,4 rebotes en 81 encuentros (58 de ellos como titular).
Pero en su cuarta y quinta temporada esas cifras bajaron.
Tras cinco años en San Antonio, con los que fue campeón en 2014, el 9 de julio de 2015, es traspasado a Atlanta Hawks.
Durante su segundo año en Atlanta, el 22 de febrero de 2017 fue traspasado a Philadelphia 76ers a cambio de Ersan Ilyasova.

#### Selección nacional
Además de ser integrante de las selecciones júnior de Brasil, ganó varias medallas con el combinado absoluto brasileño: Oro en el Campeonato Sudamericano de 2003, en los Juegos Panamericanos de 2003, en el FIBA AmeriCup de 2005, y el FIBA AmeriCup de 2009, y también una medalla de plata en el FIBA AmeriCup de 2011. 
Además disuputó los mundiales de 2002, 2006, 2010 y 2014, y los JJ. OO. de 2012.

#### Retirada
El 19 de febrero de 2018 anunció su retirada definitiva del baloncesto, debido a no poder superar la lesión de la cadera derecha que sufrió en 2016 cuando jugaba con Atlanta.
El 5 de mayo de 2024 el Saski Baskonia, equipo en el que militó durante diez temporadas, retiró su camiseta con el número 21 como homenaje a su trayectoria.

### Entrenador
En 2019, comienza su trayectoria como entrenador firmando como asistente en los Brooklyn Nets de la NBA en el que trabajaría durante tres temporadas y en distintos puestos.
Mientras estaba en la disciplina de los Nets, en septiembre de 2021, fue nombrado asistente del equipo nacional brasileño. Al año siguiente, en julio de 2022, fue el entrenador principal de la selección Sub-23 que disputó y ganó el oro en el GLOBL Jam Tournament de Toronto, Canadá.
En mayo de 2023 abandona los Nets y para la temporada 2023-24 sería entrenador asistente de los Houston Rockets de la NBA.
El 16 de julio de 2024 firma como entrenador del Paris Basketball de la LNB Pro A y Euroliga.
En junio de 2025 los Portland Trail Blazers anunciaron su contratación como asistente de Chauncey Billups.

## Estadísticas de su carrera en la NBA
|  | Denota temporada en la que ganó el campeonato de la NBA |

### Temporada regular
| Año     | Equipo       | PJ  | PT  | MPP  | %TC  | %3P  | %TL  | RPP | APP | ROB | TPP | PPP  |
| ------- | ------------ | --- | --- | ---- | ---- | ---- | ---- | --- | --- | --- | --- | ---- |
| 2010-11 | San Antonio  | 60  | 6   | 12.3 | .534 | .000 | .543 | 3.4 | .4  | .5  | .3  | 4.6  |
| 2011-12 | San Antonio  | 59  | 2   | 19.0 | .618 | .000 | .691 | 5.2 | 1.1 | .4  | .8  | 9.3  |
| 2012-13 | San Antonio  | 81  | 58  | 24.7 | .560 | .000 | .730 | 6.4 | 1.6 | .8  | .8  | 10.3 |
| 2013-14 | San Antonio  | 59  | 50  | 21.5 | .523 | .000 | .699 | 6.2 | 1.5 | .5  | .5  | 8.2  |
| 2014-15 | San Antonio  | 52  | 35  | 19.8 | .558 | .000 | .750 | 4.8 | 1.5 | .7  | .7  | 8.2  |
| 2015-16 | Atlanta      | 36  | 2   | 16.1 | .523 | .000 | .813 | 3.3 | .8  | .6  | .3  | 5.6  |
| 2016-17 | Philadelphia | 8   | 0   | 9.5  | .452 | .333 | .818 | 2.8 | .5  | .1  | .1  | 4.9  |
| Total   | Total        | 355 | 153 | 19.2 | .555 | .143 | .697 | 5.0 | 1.2 | .6  | .6  | 7.9  |

### Playoffs
| Año   | Equipo      | PJ | PT | MPP  | %TC  | %3P  | %TL  | RPP | APP | ROB | TPP | PPP |
| ----- | ----------- | -- | -- | ---- | ---- | ---- | ---- | --- | --- | --- | --- | --- |
| 2011  | San Antonio | 3  | 0  | 16.7 | .625 | .000 | .000 | 4.7 | .3  | 1.0 | .3  | 6.7 |
| 2012  | San Antonio | 13 | 0  | 12.9 | .638 | .000 | .372 | 2.8 | .8  | .4  | .3  | 5.8 |
| 2013  | San Antonio | 19 | 15 | 20.4 | .536 | .000 | .788 | 3.1 | 1.2 | .8  | .7  | 6.1 |
| 2014  | San Antonio | 23 | 18 | 22.4 | .610 | .000 | .718 | 6.1 | 2.0 | .7  | .5  | 7.5 |
| 2015  | San Antonio | 7  | 7  | 17.6 | .375 | .000 | .316 | 4.4 | 1.3 | .6  | .1  | 3.4 |
| Total | Total       | 65 | 40 | 19.1 | .572 | .000 | .586 | 4.3 | 1.4 | .7  | .5  | 6.3 |

## Logros y reconocimientos
- Campeón de la NBA la temporada 2013-14 con los San Antonio Spurs
- Liga ACB (2): 2008, 2010.
- Copa del Rey (3): 2004, 2006, 2009.
- Supercopa de España (4): 2005, 2006, 2007, 2008.
- Mejor Quinteto de la ACB (1): 2010.
- MVP de la Supercopa de España (2): 2006[17] y 2007.
- Elegido en el Quinteto Ideal de la Euroliga: 2007-08.

- Elegido en el segundo Quinteto Ideal de la Euroliga (2): 2008-09 y 2009-10.[18]
- MVP de la Final de la Liga ACB de 2009-10.[19]
- MVP de la Liga Regular ACB de 2009-10.[20]
- Dorsal #21 retirado por el Saski Baskonia.[21]

### Selección
- 2011 Torneo de las Américas, Argentina.
- 2009 Torneo de las Américas, San Juan, PR.
- 2005 Torneo de las Américas, Santo Domingo.
- 2003 Juegos Panamericanos, Santo Domingo.
- 2003 Campeonato Sudamericano, Montevideo.
- 2000 Campeonato Sudamericano Sub-21, Paysandú.
- 2000 Campeonato Sudamericano Junior, Cali.

## Vida personal
Está casado con Fernanda Splitter desde 2017.